# Stefan Saliger
Stefan Saliger (Limburg an der Lahn, 23 december 1967) is een voormalig hockeyer uit Duitsland, die speelde als middenvelder. Met de Duitse nationale hockeyploeg nam hij driemaal deel aan de Olympische Spelen (1984, 1988 en 1992). 
Bij zijn eerste olympische optreden, in 1992 in Barcelona, won Saliger de gouden medaille met de Duitse ploeg, die destijds onder leiding stond van bondscoach Paul Lissek. Vier jaar later in Atlanta kwam hij met Die Mannschaft niet verder dan de vierde plaats.
Saliger speelde in totaal 174 interlands voor zijn vaderland in de periode 1987-1999, waarvan vijftien duels in de zaal. In clubverband kwam hij uit voor Harvestehuder THC. Van 1999 tot 2005 speelde Saliger voor Uhlenhorster HC.

## Erelijst
- 1988 –  Champions Trophy in Lahore
- 1989 –  Champions Trophy in Berlijn
- 1991 –  Champions Trophy in Berlijn
- 1992 –  Olympische Spelen in Barcelona
- 1993 –  Champions Trophy in Kuala Lumpur
- 1994 –  Champions Trophy in Lahore
- 1995 –  Champions Trophy in Berlijn
- 1996 – 4e Olympische Spelen in Atlanta
- 1997 –  Champions Trophy in Adelaide

Andreas Becker · 
Christian Blunck · 
Carsten Fischer · 
Volker Fried  · 
Michael Hilgers · 
Andreas Keller · 
Michael Knauth · 
Oliver Kurtz · 
Christian Mayerhöfer · 
Sven Meinhardt · 
Michael Metz · 
Klaus Michler · 
Christopher Reitz · 
Stefan Saliger · 
Jan-Peter Tewes · 
Stefan Tewes · 
Coach: Paul Lissek
Christoph Bechmann · 
Andreas Becker · 
Patrick Bellenbaum · 
Christian Blunck · 
Oliver Domke · 
Björn Emmerling · 
Carsten Fischer · 
Volker Fried · 
Michael Green · 
Michael Knauth · 
Christian Mayerhöfer · 
Sven Meinhardt · 
Klaus Michler · 
Christopher Reitz · 
Stefan Saliger · 
Jan-Peter Tewes · 
Coach: Paul Lissek